# 穆罕默德·卡齊姆·沙里亞特馬達里
大阿亞圖拉穆罕默德·卡齊姆·沙里亞特馬達里（波斯語：‎；1906年1月5日—1986年4月3日），伊朗什葉派宗教領袖，持有大阿亞圖拉的頭銜。
沙里亞特馬達里在伊朗伊斯蘭革命前夕是伊朗資歷最深且最具影響力的什葉派宗教領袖，他認為什葉派教士應該遠離政壇，是鲁霍拉·霍梅尼的批評者。在伊朗人質危機中，他譴責劫持美國人作為人質的行為。1982年，他被指控通過陰謀炸毀霍梅尼家來推翻伊斯蘭政權的罪名，被長期軟禁家中直至逝世。他的追隨者繼續反對霍梅尼。